# Sör-Tjalmejaure
Sör-Tjalmejaure är en sjö i Jokkmokks kommun i Lappland och ingår i Luleälvens huvudavrinningsområde. Sjön har en area på 2,62 kvadratkilometer och ligger 299 meter över havet. Sjön avvattnas av vattendraget Sör-Tjalmejaurbäcken.

## Delavrinningsområde
Sör-Tjalmejaure ingår i det delavrinningsområde (738678-167809) som SMHI kallar för Utloppet av Sör-Tjalmejaure. Medelhöjden är 335 meter över havet och ytan är 19,93 kvadratkilometer. Det finns inga avrinningsområden uppströms utan avrinningsområdet är högsta punkten. Sör-Tjalmejaurbäcken som avvattnar avrinningsområdet har biflödesordning 4, vilket innebär att vattnet flödar genom totalt 4 vattendrag innan det når havet efter 183 kilometer. Avrinningsområdet består mestadels av skog (71 procent) och sankmarker (16 procent). Avrinningsområdet har 2,63 kvadratkilometer vattenytor vilket ger det en sjöprocent på 13,2 procent.